# پایپر سندلر
پایپر سندلر (انگلیسی: Piper Sandler) شرکت خدمات مالی آمریکایی است، که در سال ۱۸۹۵ تأسیس شد.